# Subsidiestelsel Natuur en Landschap
Het Subsidiestelsel Natuur en Landschap, vaak afgekort als SNL, is een subsidieregeling die door de provincies van Nederland wordt verleend voor het behoud en ontwikkeling van (ook agrarische) natuurgebieden en landschappen. De provincies worden hierin ondersteund door BIJ12.
SNL schept de voorwaarden voor de realisatie van Natuurnetwerk Nederland, de Nederlandse Natura2000-gebieden en het (agrarisch) natuurbeheer en het soortenbeleid, waarvoor de Nederlandse provincies internationale verantwoordelijkheid dragen.